# روزه بزرگ
روزه بزرگ (به ارمنی Մեծ պաս - به انگلیسی Great Lent)، از جشن باریگندان (در کلیسای ارمنی به نام شادمانگی اصلی) تا زادیک را «روزه بزرگ» می‌نامند.

## روزه بزرگ

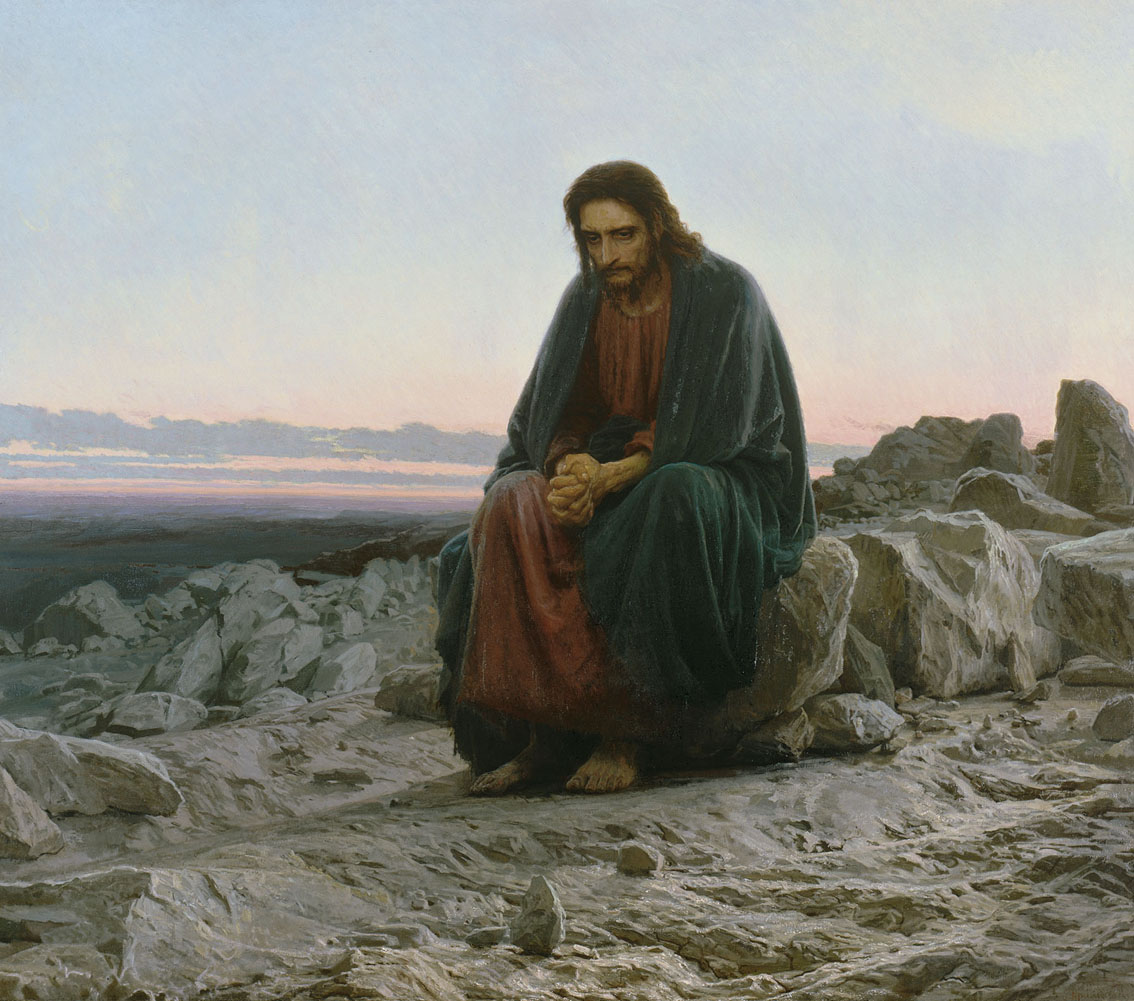
مسیح چهل روز به بیابان رفت تا نیایش، روزه داری و توبه کند. اثر ایوان کرامسکوی

روزه بزرگ از همه روزهها بلندتر است (۴۰ روز)، از این رو، بزرگ خوانده می‌شود. روزه بزرگ را بدان سبب که ۴۰ روز دارد، چهل‌گانه نیز می‌نامند. روزگاری نان و نمک نیز می‌گفتند. در قدیم در برخی روزهای روزه بزرگ نان و نمک می‌خوردند یا روزه را با نان و نمک پایان می‌دادند. پرهیز به معنی نخوردن برخی خوراکی‌ها، از جمله گوشت، لبنیات، تخم مرغ و وقف خود به ریاضت، بخشایش و توبه است. همچنین روزهای اندیشیدن، خودآزمایی، پشیمانی است. مسیح چهل روز به بیابان رفت تا نیایش، روزه داری و توبه کند. در انجیل‌ها این رویداد با جزئیات بسیار نگاشته شده است. در آنجا از آزمایش عیسی به دست ابلیس و از بیرون آمدن بی گزند و پیروزمند از این آزمایش نیز سخن می‌رود. انزوای چهل روزه مسیح، یک دوره آمادگی همراه با نیایش، روزه داری و توبه برای کارکرد گسترده خود بود. یک دوره اندیشیدن و تفکر بود برای موعظه و کار آینده اش. کلیسا به پیروی از مسیح روزه چهل روزه را برقرار کرد.
یغیشه وارداپت دربارهٔ روزه داری می‌گوید:
«به خوراکی‌های مهم بسنده کن. از اندازه مگذر و پرخوری مکن. آدمی از فربهی متورم گردد و از انباشت چربی، بی رسمی‌ها پدید آید. چنین کسی نتواند خداوند را پدر نامد. قناعت ما همانا پرهیز است. کم آشامیدن ما خودداری از شرابخواری، جامه‌های عادی همانا فروتنی و دریافتی‌های ضروری، همانا تنگدستی است.»

## روزه‌ها

### روزه یک روزه
روزهای چهارشنبه و جمعه، به فرمایش رسولان، روزه خواهد بود. روز چهارشنبه به دستگیری مسیح و روز جمعه به یاد به صلیب کشیده شدن او.

### روزه نخستگان
روزه نخستگان روزه‌ای است که از سوی گریگور روشنگر برقرار شد و مدت آن ۵ روز است.

### روزه یک هفته
روزه‌های مربوط به الیاس پیامبر، فرود روح‌القدس، یافت شدن تن پاره‌های گریگور روشنگر مقدس، نخستین یکشنبه «پنجاهه» و روزه‌های «صلیب کلیسای هاکوپ مقدس» و «واراگ» (یکی از جشن‌های صلیبی کلیسای حواری ارمنی است) را روزه‌های یک هفته‌ای می‌نامند.

### روزه ناواگاتیک
روزه «ناواگاتیک» یا روزه «پنج جشن» یعنی:هشت روز جشن «ظهور خداوند». هشت روز جشن «رستاخیز»، پنج روز وارداوار، پنج روز جشن «انتقال مریم مقدس» (روز درگذشت مریم مقدس.انتقال به زبان ارمنی به معنی «وراپوخوم» یکی از جشن‌های مهم کلیسای ارمنی است و در نزدیک‌ترین یکشنبه به روز ۱۵ اوت برابر با ۲۴ مرداد برگزار می‌شود) و پنج روز جشن «صلیب مقدس» را روزه ناواگاتیک می‌نامند.

## اصول
- اصول ۳۴ گانه رسولان

اصل هشتم از اصول ۳۴ گانه رسولان می‌فرماید:
«۴۰ روز روزه داری کنند، سپس زادیک، یعنی رستاخیز را جشن بگیرند.»
- اصول ۸۵ گانه رسولان

اصل ۶۹-م اصول رسولان می‌فرماید:
«اگر اسقف، کشیش، دیکون، نیم شماس، قاری و سرودخان، روزه‌های چهلگان، چهارشنبه و جمعه را نگاه ندارند، جسمی ناتوان خواهند داشت و از مقام خود بر کنار خواهند شد. او اگر غیر روحانی باشند، از کلیسا رانده می‌شوند.»

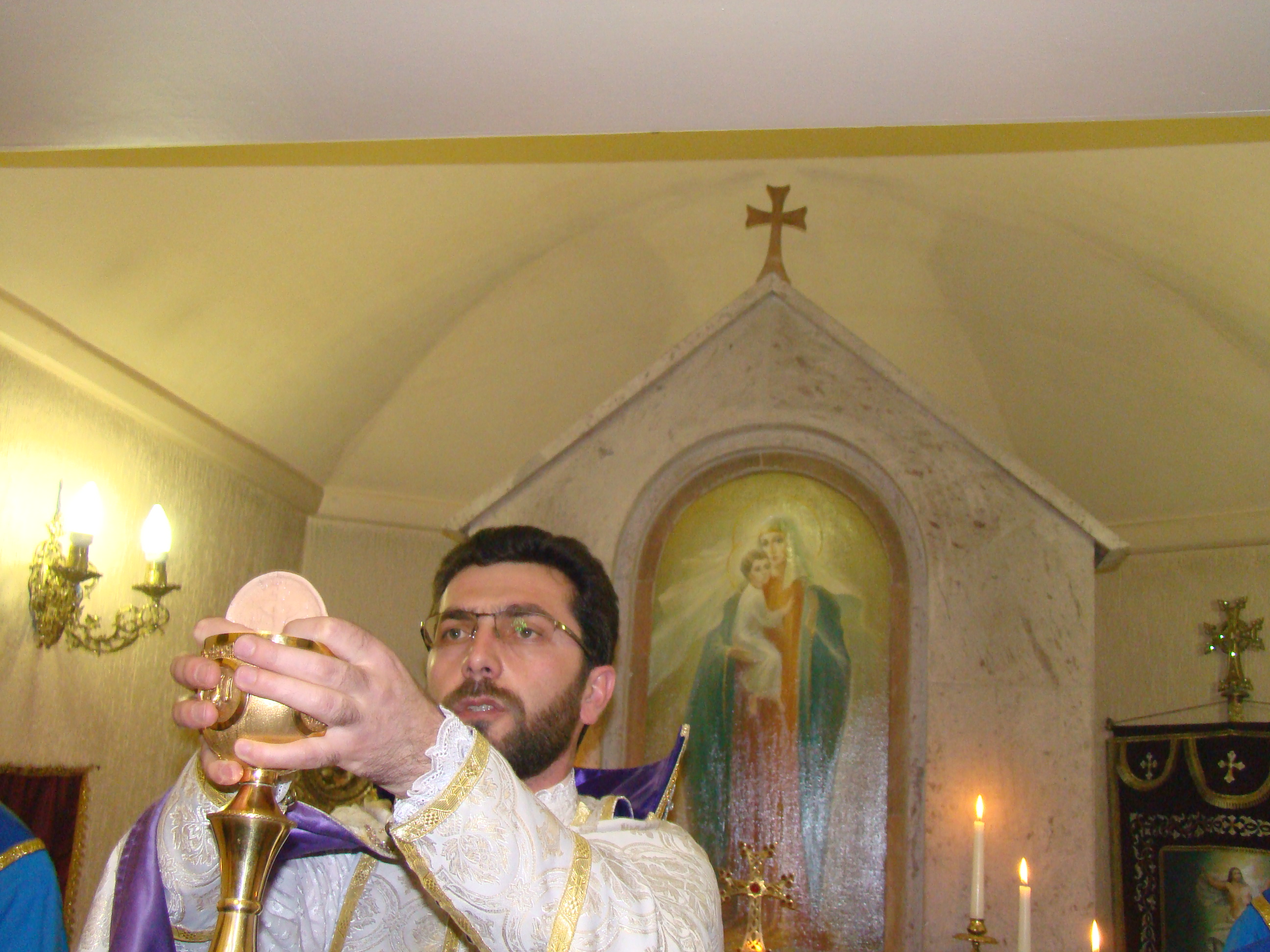
کشیش در حال تبرک نان مقدس. نان مقدس برای تقدس مراسم پاتاراک به کار می‌رود و برای تبرک به ایمانداران داده می‌شود.

- اصول شورای لائودیکه در سال ۳۶۵ میلادی

«اصل ۴۹-عرضه نان مقدس در روزه بزرگ تنها در شنبه و یکشنبه رواست. بدین معنی که انجام پاتاراک در روزه بزرگ تنها در روزهای شنبه و یکشنبه مجاز است، اما روزهای دیگر به وقت نیمروز.»
«اصل ۵۰-در روز پنجشنبه مهتر روزه چهلگان، نباید روزه را بخورند، بلکه باید کامل و تا پایان نگاه دارند.»
«اصل ۵۱-گرفتن جشن میلاد شهیدان در روزه چهلگان روا نیست و مراسم یادبود ایشان را می‌توان تنها در روزهای شنبه و یکشنبه برگزار کرد.»
«برگزاری مراسم ازدواج و زادروز در طول روزه چهلگان ممنوع است.»
- اصول شورای دوم دوین ۵۵۵ میلادی

«اصل ۲۹-هیچ‌کس به خود اجازه ندهد که روزه چهلگان را به سبب داشتن مهمان بخورد. باید روزه خوار را از کلیسا برانند و او با دادن صدقه به گدایان آمرزش یابد.»

## هفته‌های دینی طی روزه بزرگ
هر یکشنبه روزه بزرگ در پیوند با یک رویداد و موضوع بود و آن یکشنبه را به آن نام می‌خواندند.
- یکشنبه رانده شدن به جای واژه ارمنی «آرتاکسمان گیراگی»، دومین یکشنبه روزه بزرگ، یکشنبه رانده شدن نام دارد و به رانده شدن آدم از بهشت می‌پردازد.
- یکشنبه نابخرد به جای واژه ارمنی «آنارکی گیراگی»، سومین یکشنبه روزه بزرگ را یکشنبه نابخرد می‌نامند.
- یکشنبه کارگزار به جای واژه ارمنی «دندِسی گیراگی»، چهارمین یکشنبه روزه بزرگ را یکشنبه کارگزار می‌نامند.
- یکشنبه دادوُر به جای واژه ارمنی «داداوُری گیراگی»، پنجمین یکشنبه روزه بزرگ را یکشنبه دادوُر می‌نامند.
- یکشنبه ظهور به جای واژه ارمنی «گالستیان گیراگی»، ششمین یکشنبه روزه بزرگ را یکشنبه ظهور می‌نامند.
- آخرین یکشنبه روزه بزرگ را «گل‌آرایی» به جای واژه ارمنی «تساقکازارد»، می‌نامند. انجیل روز یکشنبه گل‌آرایی در برگیرنده چند رویداد از زندگی مسیح است، مانند زنده شدن لازاروس، ورود مسیح به اورشلیم، استقبال مردم از او، و در پایان پاکسازی عبادت گاه.

## نحوه روزه داری در مناطق مختلف ارمنستان باستان
در میان زنان ارمنی شهر قازاخ رسم است که در شامگاه چهارشنبه و جمعه سراسر سال کار نمی‌کنند. در باور آنان، کاری که در چهارشنبه انجام شود برکت ندارد، و کار در روز جمعه هم پیامد ناخوشایندی دارد. در شهر بایدبرت، در هر روز «باگلاخوران» که همان باقلاخوران فارسی است یعنی روز خوردن حبوبات بود. اهالی نخجوان به روزه بزرگ «آقاتسک» یعنی نان و نمک می‌گفتند. آن‌ها سبزی، سبزی آب‌پز، آش و خوراکی‌های دیگر می‌خوردند.